# Paz de Antálcidas

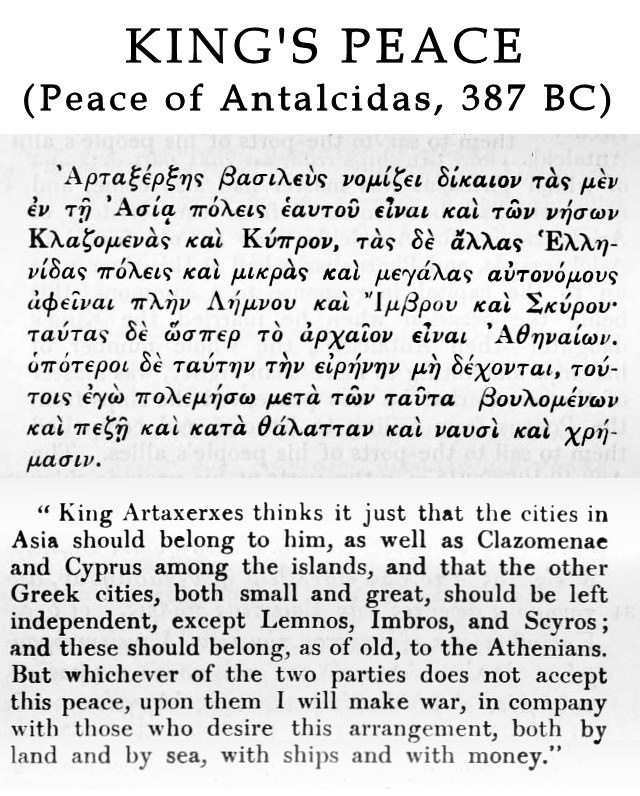
La Paz de Antálcidas (Paz del Rey) fue el tratado de paz que terminó con la guerra de Corinto

La Paz de Antálcidas, también conocida como la Paz del Rey, fue un tratado de paz impuesto por Persia en 387 a. C., pero bajo influencia de las conveniencias de Esparta y que puso fin a la guerra de Corinto en la antigua Grecia. El nombre oficial del tratado viene del embajador espartano e instigador de esta paz, Antálcidas, que viajó hasta Susa para negociar los términos del tratado con el rey de la dinastía aqueménida persa. Sin embargo, el tratado fue más conocido en la antigüedad por la Paz del Rey; nombre que refleja la profunda influencia de Persia en los términos del mismo.
El tratado marcó un primer intento de consecución de una Paz Común en la historia griega: bajo el tratado todas las ciudades firmaban simultáneamente la paz sobre la base de la autonomía e independencia de todas las polis.
Fue comunicado a los Estados griegos en el invierno del 387 al 386 a. C. Fue aceptado por Esparta y Atenas en 386 a. C. Los que más se demoraron fueron Argos y el gobierno unido de Argos y Corinto.

## El final de la guerra de Corinto

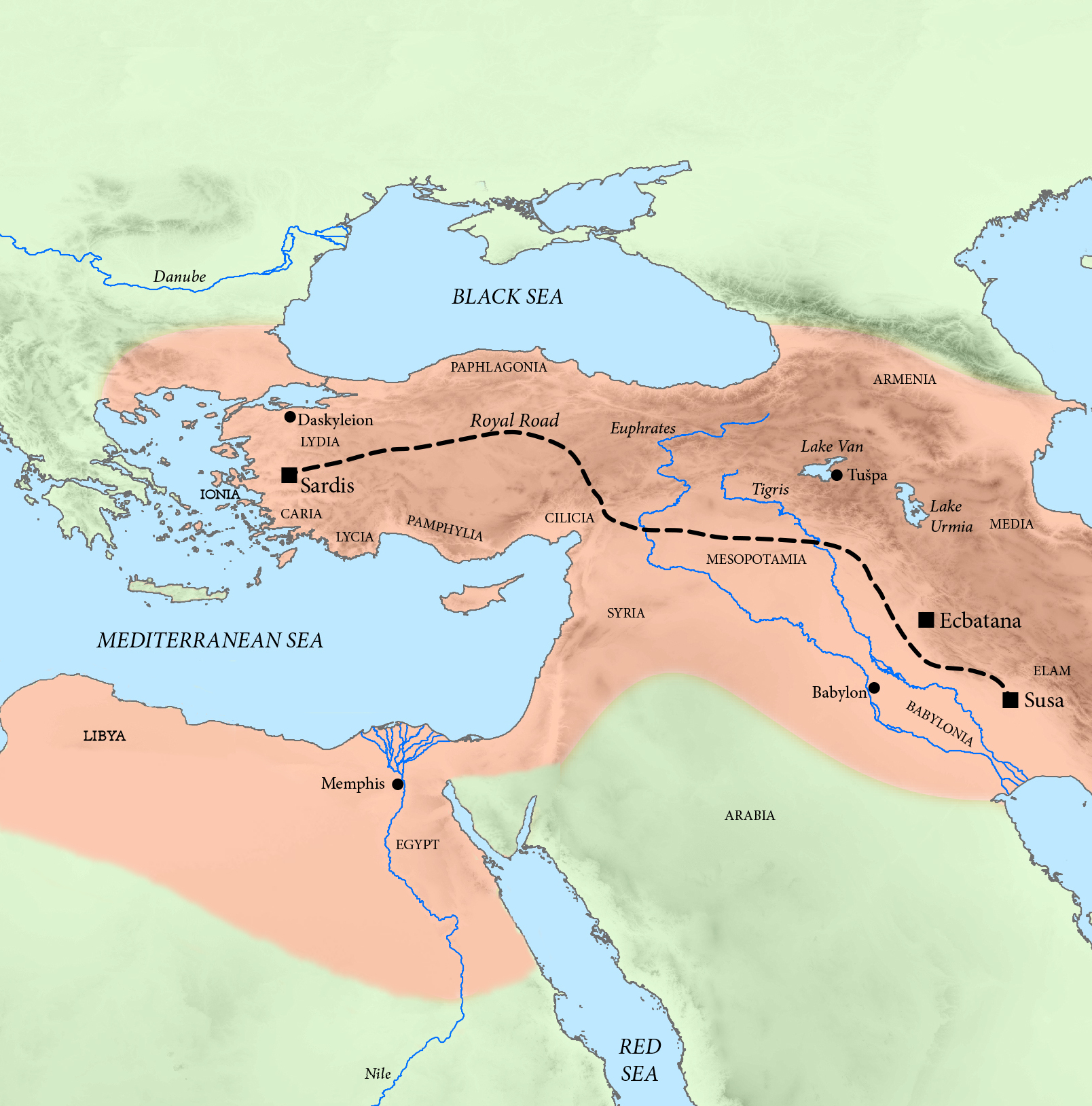
Antálcidas viajó a Susa para negociar la paz.

Para el año 387 a. C., el frente principal de la guerra de Corinto se había desplazado desde el continente griego al mar Egeo, en donde la flota ateniense comandada por Trasíbulo se había hecho con el control de un buen número de ciudades, y estaba actuando en colaboración con Evagoras I, rey de Chipre. Dado que Evagoras era un enemigo de Persia, y muchos de los logros atenienses amenazaban los intereses del imperio, estos acontecimientos hicieron que Artajerjes II decidiese dejar de apoyar a Atenas y a sus aliados en la guerra, y prefiriese alinearse con los intereses espartanos. Antálcidas, el comandante de una flota espartana, fue llamado a Susa junto con el sátrapa Tiribazo. Ahí comenzaron a desarrollarse los acuerdos bilaterales para un acuerdo que pusiese fin a la guerra.
Para llevar a los atenienses a la mesa de negociaciones, Antálcidas desplazó su flota de 90 naves al Helesponto, en donde podría amenazar las rutas de comercio mediante las cuales los atenienses importaban el grano. Los atenienses, recordando su desastrosa derrota en 404 a. C., cuando los espartanos se adueñaron del Helesponto, aceptaron negociar, y Tebas, Corinto y Argos, que no estaban dispuestos a seguir luchando sin el apoyo de Atenas, también se vieron forzados a hacerlo. En una conferencia de paz en Esparta, todas las partes implicadas en la guerra acordaron aceptar los términos dados por Artajerjes.

## Los términos del tratado
La característica más llamativa de la Paz de Antálcidas es cómo refleja la influencia persa. En los términos del tratado se tuvo como base un decreto del rey persa Artajerjes II:

Artajerjes el rey piensa que es justo que las ciudades de Asia le pertenezcan, al igual que Clazómenas y Chipre de entre las islas, y que el resto de las ciudades griegas, tanto grandes como pequeñas, sean independientes, excepto Lemnos, Imbros y Esciro; y que éstas deberían pertenecer a los atenienses como si así hubiese sido siempre. Pero sobre cualquiera de las dos partes que no acepte esta paz, contra ellos haré la guerra, en compañía con los que sí deseen este acuerdo, tanto por tierra como por mar, con naves y con dinero.

Jonia y Chipre fueron abandonadas a los persas, y los atenienses fueron obligados a ceder sus recientes conquistas en el Egeo. También tuvo importancia en el hecho de que la insistencia en la autonomía de las ciudades puso fin al experimento político que había surgido en la guerra: la unión de Argos y Corinto. En lo que los griegos llamaron sympoliteia, las dos ciudades se fusionaron políticamente, garantizando a sus ciudadanos la ciudadanía conjunta de ambos Estados.
Fueron obligados a separarse, y los tebanos tuvieron también que disolver su liga de Beocia. Sólo se mantuvo la Liga del Peloponeso espartana y el servilismo al que estaban sometidos los hilotas, puesto que Esparta, que era la responsable de administrar los términos de la paz, no tenía interés en aplicar el principio de independencia aquí.

## Efectos de la paz
El más importante efecto de la Paz de Antálcidas fue la devolución al control persa de Jonia y de ciertas partes del Egeo. Tras haber sido expulsados del mediterráneo por la Liga de Delos en el siglo V a. C., los persas habían ido recuperando su posición desde finales de la guerra del Peloponeso, y eran ahora lo suficientemente fuertes como para dictar sus términos a Grecia. Mantendrían esta posición de fuerza hasta los tiempos de Alejandro Magno.
Un segundo efecto fue la formalización de Esparta como cabeza del sistema político griego. Usando su mandato para proteger e imponer la paz, los espartanos lanzaron una serie de campañas contra estados que veían como amenazas políticas. La mayor de estas campañas se produjo en 382 a. C., para romper la Liga Calcídica en el noroeste de Grecia. En el camino, el general espartano Foebidas asediaría Tebas y dejaría ahí una guarnición. El principio de autonomía, por tanto, demostró ser un principio muy flexible en manos del poder hegemónico.
Sin embargo, la Paz de Antálcidas no tuvo éxito en traer la paz a Grecia. La lucha se retomó en la campaña contra Olinto en 382 a. C. y continuó de forma intermitente durante gran parte de las siguientes dos décadas. La idea de la Paz Común, en cambió, fue bastante duradera, y hubo varios intentos de establecerla, aunque todos con el mismo éxito que el intento original. Al garantizar poderes a Esparta que sin duda provocarían la ira de otros estados al ser usados, los tratados sembraban su propio final, y se mantuvo un estado de casi guerra constante entre los estados griegos.